# БМС Скудерия Италия
БМС Скудерия Италия (BMS Scuderia Italia) или само Скудерия Италия е италиански автомобилен тим, собственост на италианския стоманен магнат Джузепе Лучини, създаден като „Бриксия Моторспорт“ в средата на 80-те години на ХХ век, бивш тим от Формула 1 (1988-1993).
В настояще време „БМС Скудерия Италия“ участва в различни шампионатни серии и е в числото на лидерите в повечето от тях.
През 1987 година Джузепе Лучини обявява дебюта на свой собствен тим за Формула 1 през следващата година. Във връзка с невъзможността да построи собствен болид, Лучини подписва контракт с Джанпаоло Далара – ръководител на компанията Далара (Dallara).
Лучини нарича своя екип BMS Scuderia Italia. Серхио Ринланд проектира болида Dallara 188 и става главен инженер на екипа. Косуърт снабдява болида с двигатели Форд DFZ V8. Единствен пилот на тима става италианеца Алекс Кафи, но екипа не печели нито една точка през сезона.
Най-добър резултат е 7-о място на Алекс Кафи в Голямата награда на Португалия.